# Decimaltecken
| Decimaltecken |
| --- |
| Decimaltecken i olika länder: kommatecken (grönt), punkt (blått), östarabiska siffror (rött) och okänd standard (grått). - Betydelse – skiljetecken mellan heltalsdel och decimaldel i ett tal - Bakgrund – kopplat till decimalsystemet, ett positionssystem som inkluderar noll - Ursprung – Indien på 500-talet e.Kr. - Varianter – kommatecken, punkt, halvhög punkt |

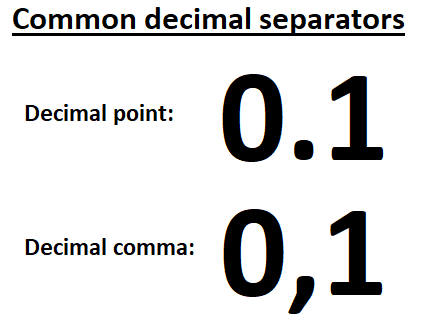
Både komma och punkt används som decimaltecken.

Decimaltecken används för att skilja på heltalsdelen och decimaldelen i ett tal. Tecknet kan beroende på tradition och land skrivas som ett kommatecken, en punkt eller halvhög punkt. I Sverige och svenska språket används kommatecken.

## Historik
Decimaltecknet är kopplat till decimalsystemet, ett positionssystem där olika siffror i ett tal har olika värde beroende på var i talet de står. Detta system, som också bygger på förekomsten av siffran noll, uppfanns i Indien under 500-talet e.Kr. och spreds under medeltiden till Europa.

## Komma eller punkt
I svenska och de flesta andra språk används kommatecken som decimaltecken.
I vissa andra länder (USA, Mexiko, Storbritannien, Australien och ett flertal länder i Asien), används istället punkt (.) eller ibland en halvhög punkt (·), då främst i engelskspråkig, vetenskaplig litteratur. Den halvhöga punkten är inte att föredra då den lätt kan förväxlas med ett multiplikationstecken.
Exempel
Talet pi avrundas ofta till 3,14.
Pi approximately equals 3.14 (3·14).
Ett decimaltecken ska skrivas tätt intill de siffror det hör till:
674,56
inte
674 , 56
Decimalpunkten är vanligt förekommande på produkter som har ursprung i bland annat anglosaxiska länder eller Japan. Det gäller bland annat på miniräknare, resultatrapportering i internationella idrottssändningar och mycken rapportering på Internet.

## Decimaltecken och tusentalsavgränsare

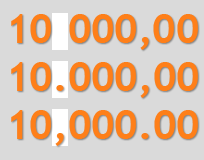
Tre sätt att gruppera talet «tiotusen» med tusentalsavgränsare:
1) Mellanslag, internationellt rekommenderad tusentalsavgränsare.
2) Punkt, traditionell tusentalsavgränsare i de flesta europeiska länder.
3) Komma, traditionell tusentalsavgränsare i de flesta engelsktalande länder.

Valet av decimaltecken påverkar i sin tur valet av tusentalsavgränsare. En tusentalsavgränsare delar in stora tal i siffergrupper om tre för att öka läsbarheten. Länder med decimalpunkt använder oftast komma som tusentalsavgränsare, exempelvis 1,000.5 för tusen och en halv. Länder med decimalkomma tusentalsavgränsar vanligen med mellanslag, exempelvis 1 000,5. Dock förekommer även avgränsning med punkt, som i 1.000,5.
Decimaler (de siffror som stå till höger om decimaltecknet) skrivs aldrig med tusentalsavgränsare.
Bristen på enhetlighet skapar osäkerhet. Det är omöjligt att avgöra om 1,234 är ett tal strax över tusen eller strax över ett utan att veta om kommat är decimaltecken eller tusentalsavgränsare. För tal som 1.234 gäller förstås samma osäkerhet. Siffervärden som flyttas mellan språkområden eller som skrivs ut med ett datorprogram inställt för ett främmande språkområde kräver därför extra uppmärksamhet för att med säkerhet kunna tolkas rätt.
För att undvika denna osäkerhet rekommenderar Internationella byrån för mått och vikt, samt SI/ISO 31-0-standarden, mellanslag som tusentalsavgränsare. Punkt och komma blir således alltid ett decimaltecken, oavsett språk.

## Utelämnandet av entalsnolla i decimaltal mindre än 1
Vid decimaltal som är mindre än 1 utelämnas ibland entalsnollan, istället skrivs endast decimaltecknet följt av decimalsiffrorna. Detta förekommer främst i engelskspråkig text. 
Författare bör vara medvetna om att missförstånd kan uppstå, varför nollan bör skrivas ut. I svenska ska nollan skrivas ut före kommatecknet.
American Psychological Association (APA) rekommenderar utelämning av entalsnollan endast för statistik som inte kan överstiga 1 (exempelvis sannolikheter eller korrelationer):
p < .05
r = −.64